# Krassimir Sterev
Krassimir Sterev (* 1969) ist ein bulgarischer Akkordeonist.

## Leben und Wirken
Sterev absolvierte seine musikalische Ausbildung in Bulgarien am Musikgymnasium von Plovdiw und studierte anschließend an der Universität für Musik und darstellende Kunst Graz. Außerdem war er Stipendiat am Königlichen Dänischen Musikkonservatorium und schloss dort sein Studium als Akkordeonist in der Solistenklasse ab.
Sein Interesse liegt schwerpunktmäßig in der Erweiterung des Akkordeon-Repertoires. Zahlreiche zeitgenössische Komponisten wie Bernhard Lang, Olga Neuwirth, Aureliano Cattaneo, Chaya Czernowin, Rebecca Saunders haben Werke für ihn komponiert.
Er konzertierte als Solist und Kammermusiker und arbeitete mit zahlreichen Ensembles und internationalen Orchestern, wie dem Londoner Philharmonia Orchestra, dem Deutschen Symphonie Orchester Berlin, dem ORF Radio-Symphonieorchester, den Wiener Philharmonikern und dem Philharmonischen Orchester Helsinki unter Dirigenten wie Susanna Mälkki, Pierre Boulez und Daniel Barenboim.
Seit 2003 ist Sterev Mitglied des Klangforums Wien. Als Performer und Musiker war er seit 2015 mehrfach an der experimentellen Aktions- und Installationsreihe 10 trials and no more reels des Münchner Künstlers und Regisseurs Sebastian Hirn beteiligt. Dort trat er u. a. mit dem österreichischen Jazztrompeter Franz Koglmann und dem Schweizer Bassisten Florian Götte auf.
Sterev leitet seit dem Studienjahr 2015/16 die Akkordeonausbildung an der Hochschule für Musik und Theater München.
Es wurden mehrere Tonaufnahmen mit Sterev veröffentlicht, darunter Werke von Astor Piazzolla, Bernhard Lang, Bernhard Gander und Clemens Gadenstätter.